# Emílio Garrastazu Médici
Emílio Garrastazu Médici (ur. 4 grudnia 1905, zm. 9 października 1985) – brazylijski generał, trzeci prezydent Brazylii w okresie dyktatury wojskowej (1964-1985).
Urodził się w Bagé (Rio Grande do Sul) w rodzinie pochodzenia włoskiego i baskijskiego, wcześniej zamieszkałej w Urugwaju. Do armii wstąpił w latach 20., uzyskując rangę generała w 1961.
Był bliskim sojusznikiem marszałka Artura da Costa e Silvy, który sprawował władzę dyktatorską w latach 1967-1969. Costa e Silva mianował go w 1967 naczelnikiem Narodowej Służby Informacyjnej (służby bezpieczeństwa wewn.)
W dwa lata później, kiedy dowodził Trzecią Armią, po wylewie doznanym przez da Costę e Silvę, został wybrany prezydentem przez kontrolowany przez juntę Kongres. Urząd objął 30 października 1969 i sprawował do 15 marca 1974.
Za jego rządów Brazylia notowała średnio 10% wzrostu gospodarczego w roku. Z drugiej strony tortury i mordy policyjne stały się codziennością. Uważano go za kontynuatora twardogłowej i ultrakonserwatywnej polityki da Costy e Silvy w znacznie zwielokrotnionym stopniu.
Następcą Garrastazu został generał Ernesto Geisel, który odszedł od jego konserwatywnej polityki i zapoczątkował proces powolnej socjalizacji i demokratyzacji.

## Odznaczenia
Brazylijskie
- Krzyż Wielki Orderu Narodowego Zasługi (1969) – ex officio
- Krzyż Wielki Orderu Zasługi Marynarskiej (1969) – ex officio
- Krzyż Wielki Orderu Zasługi Wojskowej (1969) – ex officio
- Krzyż Wielki Orderu Zasługi Lotniczej (1969) – ex officio
- Krzyż Wielki Orderu Rio Branco (1969) – ex officio
- Krzyż Wielki Orderu Zasługi Sądownictwa Wojskowego (1970) – ex officio[1]
- Krzyż Złoty Medalu Zasługi Mauá (1969) – ex officio
- Krzyż Wielki Orderu Zasługi Pracy (1969) – ex officio

Zagraniczne
- Łańcuch Orderu Wieży i Miecza (1973, Portugalia)
- Łańcuch Orderu św. Jakuba od Miecza (1972, Portugalia)[2][2]